# Lijst van voetbalinterlands Haïti - Trinidad en Tobago
Deze lijst van voetbalinterlands is een overzicht van alle officiële voetbalwedstrijden tussen de nationale teams van Haïti en Trinidad en Tobago. De landen speelden tot op heden 30 keer tegen elkaar. De eerste ontmoeting was een kwalificatiewedstrijd voor het CONCACAF-kampioenschap 1967, die werd gespeeld op 11 januari 1967 in Kingston (Jamaica). Het laatste duel, een groepswedstrijd tijdens de CONCACAF Gold Cup 2025, vond plaats in Houston (Verenigde Staten) op 19 juni 2025.

## Wedstrijden
| №  | Plaats         | Datum            | Competitie                               | Wedstrijd                  | Uitslag |
| -- | -------------- | ---------------- | ---------------------------------------- | -------------------------- | ------- |
| 1  | Kingston       | 11 januari 1967  | CONCACAF-kampioenschap 1967 kwalificatie | Haïti – Trinidad en Tobago | 4 – 2   |
| 2  | Tegucigalpa    | 8 maart 1967     | CONCACAF-kampioenschap 1967              | Trinidad en Tobago – Haïti | 3 – 2   |
| 3  | Port-au-Prince | 23 november 1968 | WK 1970 kwalificatie                     | Trinidad en Tobago – Haïti | 0 – 4   |
| 4  | Port-au-Prince | 25 november 1968 | WK 1970 kwalificatie                     | Haïti – Trinidad en Tobago | 2 – 4   |
| 5  | Port of Spain  | 5 december 1971  | CONCACAF-kampioenschap 1971              | Trinidad en Tobago – Haïti | 0 – 6   |
| 6  | Port-au-Prince | 4 december 1973  | WK 1974 kwalificatie                     | Haïti – Trinidad en Tobago | 2 – 1   |
| 7  | Paramaribo     | 11 november 1979 | CFU-kampioenschap 1979                   | Haïti – Trinidad en Tobago | 1 – 0   |
| 8  | Port-au-Prince | 1 augustus 1980  | WK 1982 kwalificatie                     | Haïti – Trinidad en Tobago | 2 – 0   |
| 9  | San Fernando   | 17 augustus 1980 | WK 1982 kwalificatie                     | Trinidad en Tobago − Haïti | 1 − 0   |
| 10 | Miami          | 6 maart 1996     | Vriendschappelijk                        | Trinidad en Tobago − Haïti | 2 − 0   |
| 11 | Port of Spain  | 29 juli 1998     | Caribbean Cup 1998                       | Trinidad en Tobago − Haïti | 4 − 1   |
| 12 | Port of Spain  | 11 juni 1999     | Caribbean Cup 1999                       | Trinidad en Tobago − Haïti | 6 − 1   |
| 13 | Port of Spain  | 7 mei 2000       | WK 2002 kwalificatie                     | Trinidad en Tobago − Haïti | 3 − 1   |
| 14 | Port-au-Prince | 19 mei 2000      | WK 2002 kwalificatie                     | Haïti − Trinidad en Tobago | 1 − 1   |
| 15 | Port of Spain  | 25 mei 2001      | Caribbean Cup 2001                       | Trinidad en Tobago − Haïti | 3 − 0   |
| 16 | Basseterre     | 31 juli 2003     | Vriendschappelijk                        | Haïti − Trinidad en Tobago | 2 − 0   |
| 17 | Port of Spain  | 1 februari 2005  | Vriendschappelijk                        | Trinidad en Tobago − Haïti | 1 − 0   |
| 18 | Port of Spain  | 3 februari 2005  | Vriendschappelijk                        | Trinidad en Tobago − Haïti | 2 − 1   |
| 19 | Scarborough    | 6 februari 2005  | Vriendschappelijk                        | Trinidad en Tobago − Haïti | 0 − 1   |
| 20 | Port of Spain  | 17 januari 2007  | Caribbean Cup 2007                       | Trinidad en Tobago − Haïti | 3 − 1   |
| 21 | Port of Spain  | 23 januari 2007  | Caribbean Cup 2007                       | Trinidad en Tobago − Haïti | 1 − 2   |
| 22 | Port of Spain  | 28 mei 2007      | Vriendschappelijk                        | Trinidad en Tobago − Haïti | 1 − 0   |
| 23 | Macoya         | 30 juli 2008     | Vriendschappelijk                        | Trinidad en Tobago − Haïti | 2 − 0   |
| 24 | Port-au-Prince | 10 augustus 2008 | Vriendschappelijk                        | Haïti − Trinidad en Tobago | 1 − 0   |
| 25 | Port of Spain  | 6 november 2010  | Caribbean Cup 2010 kwalificatie          | Trinidad en Tobago − Haïti | 4 − 0   |
| 26 | Saint John's   | 7 december 2012  | Caribbean Cup 2012                       | Haïti − Trinidad en Tobago | 0 − 0   |
| 27 | Miami          | 12 juli 2013     | CONCACAF Gold Cup 2013                   | Trinidad en Tobago − Haïti | 0 − 2   |
| 28 | Panama-Stad    | 8 januari 2016   | Copa América Centenario kwalificatie     | Trinidad en Tobago − Haïti | 0 − 1   |
| 29 | Couva          | 8 januari 2017   | Caribbean Cup 2017 kwalificatie          | Trinidad en Tobago − Haïti | 3 − 4   |
| 30 | Houston        | 19 juni 2025     | CONCACAF Gold Cup 2025                   | Trinidad en Tobago − Haïti | 1 − 1   |

## Samenvatting
| Competitie                     | Totaal gespeeld | Winst Haïti | Gelijk | Winst Trinidad en T. | Doelsaldo Haïti – Trinidad en T. |
| ------------------------------ | --------------- | ----------- | ------ | -------------------- | -------------------------------- |
| WK-kwalificatie                | 7               | 3           | 1      | 3                    | 12 − 10                          |
| CONCACAF Gold Cup              | 4               | 2           | 1      | 1                    | 11 − 4                           |
| CONCACAF Gold Cup-kwalificatie | 1               | 1           | 0      | 0                    | 4 − 2                            |
| CFU-kampioenschap              | 1               | 1           | 0      | 0                    | 1 − 0                            |
| Caribbean Cup                  | 5               | 1           | 1      | 3                    | 5 − 13                           |
| Caribbean Cup-kwalificatie     | 2               | 1           | 0      | 1                    | 4 − 7                            |
| Copa América-kwalificatie      | 1               | 1           | 0      | 0                    | 1 − 0                            |
| Vriendschappelijk              | 8               | 3           | 0      | 5                    | 5 − 12                           |
| Totaal                         | 30              | 13          | 3      | 14                   | 43 – 48                          |

## Details

### 23ste ontmoeting
| Vriendschappelijk (Macoya, Trinidad en Tobago, 10 augustus 2008): |       |       |
| Trinidad en Tobago                                                | 2 – 0 | Haïti |
| Keyeno Thomas 61' Cornell Glen 68'                                | goals |       |

### 24ste ontmoeting
| Vriendschappelijk (Port-au-Prince, Haïti, 10 augustus 2008): |       |                    |
| Haïti                                                        | 1 – 0 | Trinidad en Tobago |
| Fucien Brunnel 48'                                           | goals |                    |

### 28ste ontmoeting
| Copa América Centenario kwalificatie (Panama-Stad, Panama, 8 januari 2016): |       |                    |
| Trinidad en Tobago                                                          | 0 – 1 | Haïti              |
|                                                                             | goals | 86' Pascal Millien |

FHF · A-internationals · Selecties · Bondscoaches · Haïtiaans vrouwenelftal ·  Haïti U21 · Haïti U20 · Haïti U19 · Haïti U18 · Haïti U17
1925 ·
1926 ·
1927–1931 · 
1932 ·
1933 · 
1934 ·
1935–1937 · 
1938 ·
1939 ·
1940–1943 · 
1944 ·
1945–1947 · 
1948 ·
1949 ·
1950 ·
1951 ·
1952 ·
1953 ·
1954 ·
1955 · 
1956 ·
1957 ·
1958 ·
1959 ·
1960 · 
1961 ·
1962 ·
1963 ·
1964 ·
1965 ·
1966 ·
1967 ·
1968 ·
1969 ·
1970 · 
1971 ·
1972 ·
1973 ·
1974 ·
1975 ·
1976 ·
1977 ·
1978 ·
1979 ·
1980 ·
1981 ·
1982 · 
1983 ·
1984 ·
1985 ·
1986–1988 · 
1989 ·
1990 · 
1991 ·
1992 ·
1993 · 
1994 ·
1995 · 
1996 ·
1997 ·
1998 ·
1999 ·
2000 ·
2001 ·
2002 ·
2003 ·
2004 ·
2005 ·
2006 ·
2007 ·
2008 ·
2009 ·
2010 ·
2011 ·
2012 ·
2013 ·
2014 ·
2015 ·
2016 ·
2017 ·
2018 ·
2019 ·
2020 ·
2021 ·
2022 ·
2023 ·
2024 ·
2025
Amerikaanse Maagdeneilanden ·
Antigua en Barbuda ·
Argentinië ·
Aruba ·
Azerbeidzjan ·
Bahama's ·
Bahrein ·
Barbados ·
Belize ·
Bermuda ·
Bolivia ·
Brazilië ·
Britse Maagdeneilanden ·
Canada ·
Chili ·
China ·
Colombia ·
Costa Rica ·
Cuba ·
Curaçao ·
Dominica ·
Dominicaanse Republiek ·
Ecuador ·
El Salvador ·
Grenada ·
Guatemala ·
Guyana ·
Honduras ·
Italië ·
Jamaica ·
Japan ·
Jordanië ·
Kaaimaneilanden ·
Kosovo ·
Mexico ·
Montserrat ·
Nederlandse Antillen ·
Nicaragua ·
Oman ·
Panama ·
Peru ·
Polen ·
Puerto Rico ·
Qatar ·
Saint Kitts en Nevis ·
Saint Lucia ·
Saint Vincent en de Grenadines ·
Saoedi-Arabië ·
Spanje ·
Suriname ·
Syrië ·
Trinidad en Tobago ·
Turks- en Caicoseilanden ·
Uruguay ·
Venezuela ·
Verenigde Arabische Emiraten ·
Verenigde Staten ·
Zuid-Korea
TTFF · A-internationals · Bondscoaches · Selecties · Statistieken · Olympisch elftal · Vrouwenelftal van Trinidad en Tobago · Trinidad U21 · Trinidad U19 · Trinidad U17
Gold Cup 1991 · 
Gold Cup 1993 · 
Gold Cup 1996 · 
Gold Cup 1998 · 
Gold Cup 2000 · 
Gold Cup 2002 · 
Gold Cup 2005 · 
Gold Cup 2007 · 
Gold Cup 2009 · 
Gold Cup 2011 · 
Gold Cup 2013
WK 2006
1934 · 
1935 · 
1936 · 
1937 · 
1938 · 
1939 · 
1940 · 
1941 · 
1942 · 
1943 · 
1944 · 
1945 · 
1946 · 
1947 · 
1948 · 
1949 · 
1950 · 
1951 · 
1952 · 
1953 · 
1954 · 
1955 · 
1956 · 
1957 · 
1958 · 
1959 · 
1960 · 
1961 · 
1962 · 
1963 · 
1964 · 
1965 · 
1966 · 
1967 · 
1968 · 
1969 · 
1970 · 
1971 · 
1972 · 
1973 · 
1974 · 
1975 · 
1976 · 
1977 · 
1978 · 
1979 · 
1980 · 
1981 · 
1982 · 
1983 · 
1984 · 
1985 · 
1986 · 
1987 · 
1988 · 
1989 · 
1990 · 
1991 · 
1992 · 
1993 · 
1994 · 
1995 · 
1996 · 
1997 · 
1998 · 
1999 · 
2000 · 
2001 · 
2002 · 
2003 · 
2004 · 
2005 · 
2006 · 
2007 · 
2008 · 
2009 · 
2010 · 
2011 · 
2012 · 
2013 · 
2014 ·
2015 ·
2016 ·
2017 ·
2018 ·
2019 ·
2020 ·
2021 ·
2022 ·
2023 ·
2024 ·
2025
Anguilla · 
Antigua en Barbuda ·
Argentinië ·
Azerbeidzjan · 
Bahama's ·
Bahrein · 
Barbados · 
Belize · 
Bermuda · 
Bolivia ·
Botswana · 
Britse Maagdeneilanden · 
Canada · 
Chili · 
China · 
Colombia · 
Costa Rica · 
Cuba · 
Curaçao · 
Dominicaanse Republiek ·
Ecuador ·
Egypte ·
El Salvador ·
Engeland ·
Estland ·
Finland ·
Ghana ·
Grenada ·
Guatemala ·
Guyana ·
Haïti ·
Honduras ·
Ierland ·
IJsland ·
India ·
Irak ·
Iran ·
Jamaica ·
Japan ·
Jordanië ·
Kaaimaneilanden · 
Kenia · 
Koeweit ·
Marokko ·
Mexico ·
Montserrat ·
Nederlandse Antillen ·
Nicaragua ·
Nieuw-Zeeland ·
Noord-Ierland ·
Noorwegen · 
Oostenrijk · 
Panama ·
Paraguay ·
Peru ·
Puerto Rico ·
Roemenië ·
Saint Kitts en Nevis ·
Saint Lucia ·
Saint Vincent en de Grenadines ·
Saoedi-Arabië · 
Schotland ·
Slovenië ·
Suriname ·
Tadzjikistan ·
Taiwan ·
Thailand ·
Tsjechië · 
Uruguay · 
Venezuela · 
Verenigde Arabische Emiraten ·
Verenigde Staten ·
Wales · 
Zuid-Afrika ·
Zuid-Korea ·
Zweden
Engeland (2006) · 
Paraguay (2006) · 
Zweden (2006)